# Glympis subflavidalis
Glympis subflavidalis là một loài bướm đêm trong họ Erebidae.